# When Death Rode the Engine
When Death Rode the Engine è un cortometraggio muto del 1914 di Webster Cullison.

## Produzione
Prodotto dalla Eclair American, il film venne girato a Tucson, in Arizona.

## Distribuzione
Il film uscì nelle sale cinematografiche statunitensi il 26 luglio 1914, distribuito dall'Universal Film Manufacturing Company.